# IC 688
IC 688 је лентикуларна галаксија у сазвјежђу Пехар која се налази на листи објеката дубоког неба у Индекс каталогу.
Деклинација објекта је - 9° 47' 45" а ректасцензија 11h 23m 40,0s. Привидна величина (магнитуда) објекта IC 688 износи 14,5 а фотографска магнитуда 15,5. IC 688 је још познат и под ознакама IRAS 11211-0931, PGC 156572.